# Тарасовский сельский совет (Сумская область)
Тара́совский се́льский сове́т (укр. Тарасівська сільська рада) — входил до 2020 года в состав
Великопи́саревского района
Сумской области
Украины.
Административный центр сельского совета находился в 
с. Тарасовка
.

## История
- — дата образования.
- После 17 июля 2020 года в рамках административно-территориальной «реформы» по новому делению Сумской области[2][3] данный сельский совет, как и весь Великописаревский район, был ликвидирован; входящие в него населённые пункты и его территории были присоединены к … территориальной общине (укр. громаде) Ахтырского района Сумской области.

## Населённые пункты совета
- с. Тара́совка